# Sede titolare di Ramata
 Ramata (in latino: Dioecesis Ramatensis) è una sede titolare soppressa della Chiesa cattolica.

## Storia
Ramata, corrispondente alla città israeliana di Ramla, non fu mai una sede episcopale. Tuttavia, dopo che in epoca crociata venne istituita la diocesi di Lidda e Ramla, Ramla fu eretta a sede titolare, che in seguito, alla fine dell'Ottocento fu soppressa.
La sede è menzionata dalle fonti come Rama o Ramata.

## Cronotassi dei vescovi titolari
- Charles Walmesley, O.S.B. † (15 giugno 1756 - 25 novembre 1797 deceduto)
- Patrick MacMullan † (29 luglio 1793 - 8 ottobre 1794 succeduto vescovo di Down e Connor)
- Michał Piwnicki † (3 luglio 1826 - 23 giugno 1828 succeduto vescovo di Luc'k e Žytomyr)
- Franz Laurenz Mauermann, O.S.B. † (26 novembre 1841 - 25 ottobre 1845 deceduto)[1]
- Paul Ambroise Bigandet, M.E.P. † (27 marzo 1846 - 19 marzo 1894 deceduto)[2]